# Прушкув (Опольське воєводство)
Прушкув (пол. Prószków, нім. Proskau) — місто в південно-західній Польщі.
Належить до Опольського повіту Опольського воєводства.

## Демографія
Демографічна структура станом на 31 березня 2011 року:
|          | Загалом | Допрацездатний вік | Працездатний вік | Постпрацездатний вік |
| -------- | ------- | ------------------ | ---------------- | -------------------- |
| Чоловіки | 1227    | 266                | 834              | 127                  |
| Жінки    | 1394    | 232                | 872              | 290                  |
| Разом    | 2621    | 498                | 1706             | 417                  |